# Aspidura guentheri
Espèce
Aspidura guentheri est une espèce de serpents de la famille des Natricidae. 

## Répartition
Cette espèce est endémique du Sri Lanka.

## Description
C'est un serpent ovipare.

## Étymologie
Cette espèce est nommée en l'honneur d'Albert Charles Lewis Günther.

## Publication originale
- Ferguson, 1876 : Description of a new snake of the genus Aspidura from Ceylon. Proceedings of the Zoological Society of London, vol. 1876, p. 819-820 (texte intégral).